# Piaggio Fly 125

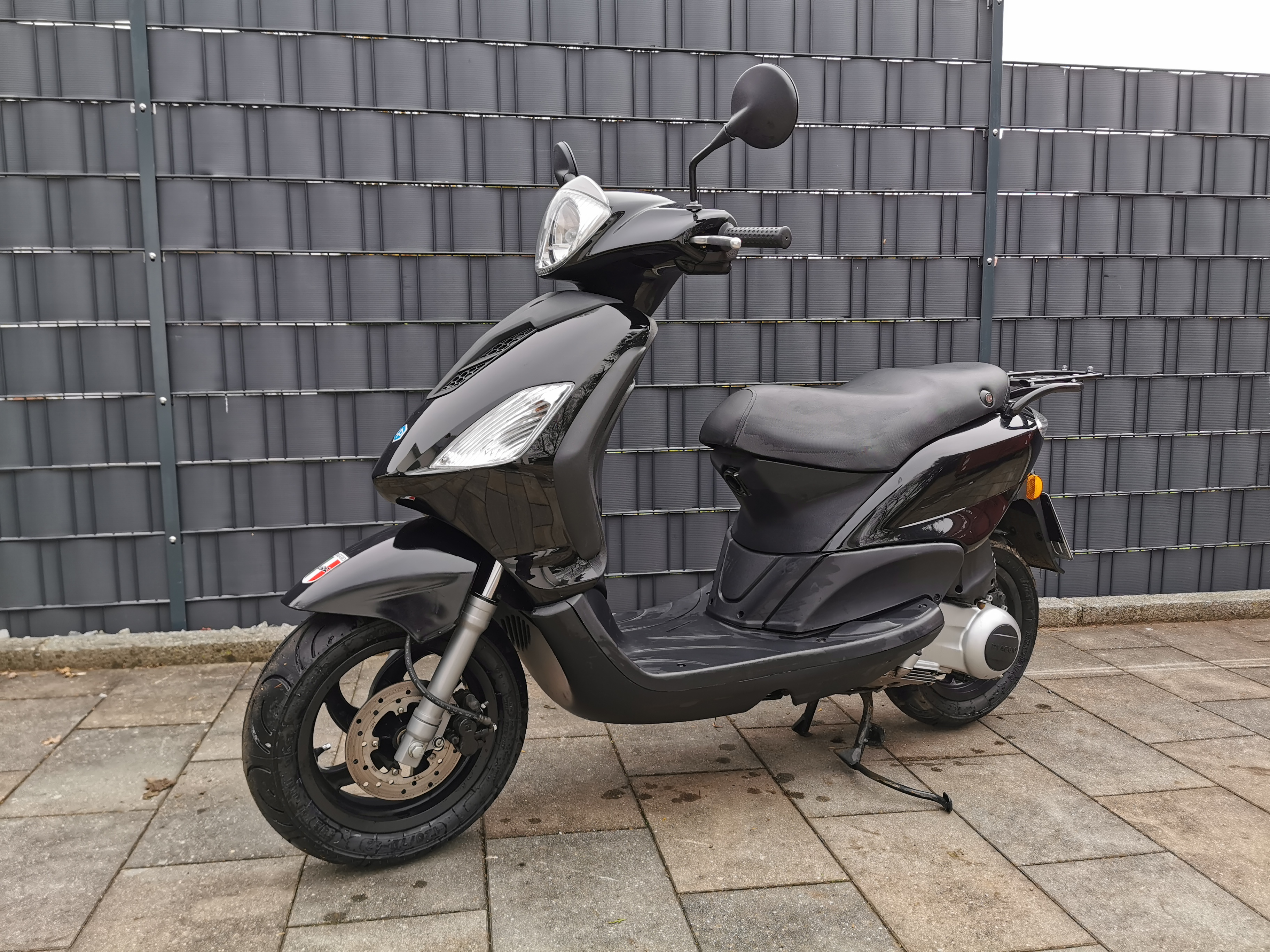
Piaggio Fly 125 Baujahr 2009

Der Piaggio Fly 125 ist ein Motorroller des italienischen Fahrzeugherstellers Piaggio.
Der Piaggio Fly 125 ist mit Stahlrahmen und Kunststoffverkleidung einfacher aufgebaut als andere, teurer angebotene Modelle der Marke Vespa mit Stahlkarosserien und wurde kostengünstig bei Zhongshen in China gebaut. Im Jahr 2008 betrug der Kaufpreis 2.199,00 Euro, fast die Hälfte einer Vespa LX 125. Der Verkauf des Piaggio Fly 125 begann 2005. Baugleich wurde dieses Fahrzeug auch als Derbi Boulevard 125 noch etwas günstiger angeboten. Die spanische Marke Derbi gehört seit 2001 zum Piaggio-Konzern.
Trotz des günstigen Kaufpreises war der Piaggio Fly 125 wie die entsprechenden Vespa-Modelle mit dem Leader-Motor ausgestattet. Der Motor ist aus der zweiten Generation der 125-cm³-Viertaktmotoren und war kurzhubig auf Leistung und Drehmoment ausgelegt. Mit Sekundärluftsystem und ungeregeltem Katalysator erfüllte dieser Motor die Euro-2-Norm.

## Fahreigenschaften
Der Piaggio Fly hat die gleiche Fahrwerksgeometrie wie die Vespa Primavera 125. Auf den ersten Blick soll er auch einer Vespa ähneln. Das große Trittbrett mit freiem Durchstieg und die verhältnismäßig großen und breiten 120/70–12-Reifen ergeben einen hohen Fahrkomfort und stabilen Lauf. Der Motor entwickelt gute Durchzugskraft bis etwa 80 km/h; die Höchstgeschwindigkeit liegt bei ca. 90 km/h. Die Zulademöglichkeit von ca. 180 kg macht den Piaggio Fly 125 auch für 2 Personen geeignet, allerdings hat der Sozius einen eingeschränkten Sitzraum. Der Benzinverbrauch liegt zwischen 3,2 und 4,0 l/100 km, bei durchschnittlicher Fahrweise ca. 3,5 l/100 km.

## Das Ende des Piaggio Fly 125 2009
Nach Piaggios Einschätzung konnte der mit kleinem Hubverhältnis auf hohe Leistung und hohes Drehmoment ausgelegte LEADER-Motor mit Vergaser zukünftige Abgasnormen nicht mehr erfüllen. Deshalb gab es einen neuen Dreiventilmotor mit 52,0 mm Bohrung und 58,6 mm Hub, also ein auf geringe Emission ausgelegter Langhuber. Zunächst mit Vergaser wurde daraus später mit Einspritzung und geregeltem Katalysator der iGET-Motor mit Euro-5-Zulassung. Den neuen Motor baute Piaggio ab 2011 in das stark überarbeitete Modell New Fly 125 ein.

## Technische Daten
| Kenngrößen                       | Piaggio Fly 125 | Piaggio New Fly 125 |
| -------------------------------- | --- | --- |
| Motor                            | Einzylinder-Viertaktmotor Piaggio Leader, Gebläsekühlung, ungeregelter Katalysator mit Sekundärluftsystem SAS                                   | |
| Hubraum                          | 124 cm³ | 124 cm³ |
| Bohrung × Hub                    | 57 × 48,6 mm | |
| Leistung                         | 10,5 PS (7,6 kW) bei 8250/min | 12,1 PS (8,9 kW) bei 8250/min |
| Maximales Drehmoment             | 9,6 Nm bei 6500/min | |
| Verdichtung                      | 10,6 : 1 | |
| Vergaser                         | Keihin CVEK 26 mit elektrischer Kaltstartvorrichtung                                                                                            | |
| Ventilsteuerung                  | eine obenliegende Nockenwelle (SOHC), 2 Ventile                                                                                                 | |
| Anlasser                         | elektrisch | elektrisch |
| Getriebe                         | stufenloses automatisches Keilriemen-Getriebe                                                                                                   | |
| Rahmen                           | Stahlrahmen mit Kunststoffverkleidung | Stahlrahmen mit Kunststoffverkleidung |
| Radaufhängung vorn/hinten        | Teleskopgabel vorn mit 76 mm Federweg, Monofederbein hinten, 4-fach verstellbar, mit 64 mm Federweg                                             | |
| Bremsen                          | vorn Scheibenbremse, 200 mm Durchmesser, hydraulisch betätigt, hinten Trommelbremse, 140 mm Durchmesser, mechanisch betätigt                    | |
| Radstand                         | 1330 mm | |
| Maße (L × B × H)                 | 1870 × 735 × 1150 mm | 1870 × 720 × 1150 mm |
| Sitzhöhe                         | 785 mm | |
| Räder                            | Vorderrad Leichtmetallrad 3.50 × 12″ mit schlauchlosem Reifen 120/70-12 Hinterrad Leichtmetallrad 3.00 × 12″ mit schlauchlosem Reifen 120/70-12 | Vorderrad Leichtmetallrad 3.00 × 12″ mit schlauchlosem Reifen 120/70-12 Hinterrad Leichtmetallrad 3.00 × 12″ mit schlauchlosem Reifen 120/70-12 |
| Trockengewicht                   | 112 kg | 132 kg |
| Zul. Gesamtgewicht (Deutschland) | 305 kg | 310 kg |
| Höchstgeschwindigkeit            | ca. 90 km/h | 92 km/h |
| Motorölfüllmenge                 | 1000 cm³ | |
| Kraftstofftank (Volumen)         | 7,2 l | |